# Список послов России в Таджикистане
В статье представлен список послов России в Таджикистане.
- 8 апреля 1992 года[1] — установление дипломатических отношений на уровне посольств.

## Список послов
| Срок полномочий                   | Посол                              | Годы жизни | Вручение верительных грамот |
| --------------------------------- | ---------------------------------- | ---------- | --------------------------- |
| 18 марта 1992 — 3 октября 1996    | Мечеслав Иванович Сенкевич         | 1937—2014  |                             |
| 3 октября 1996 — 28 апреля 2000   | Евгений Владимирович Белов         | 1942—2015  |                             |
| 8 июня 2000 — 23 мая 2005         | Максим Александрович Пешков        | 1950—      |                             |
| 23 мая 2005 — 6 марта 2009        | Рамазан Гаджимурадович Абдулатипов | 1946—      | 24 июня 2005                |
| 6 марта 2009 — 1 августа 2013     | Юрий Фёдорович Попов               | 1954—      | 14 мая 2009                 |
| 1 августа 2013 — 16 августа 2022  | Игорь Семёнович Лякин-Фролов       | 1948—      | 5 октября 2013              |
| 16 августа 2022 — настоящее время | Семён Вячеславович Григорьев       | 1960—      | 21 ноября 2022              |